# باري أورورك
باري أورورك (بالإنجليزية: Barry O'Rourke)‏ هو سياسي أسترالي، ولد في 17 نوفمبر 1963 في أستراليا. حزبياً، نشط في Queensland Labor Party ‏. في 2017 Queensland state election ‏، انتخب عضو المجلس التشريعي ولاية كوينزلاند عن دائرة Electoral district of Rockhampton ‏ (25 نوفمبر 2017 – ).